# Lycaugesia
Lycaugesia là một chi bướm đêm thuộc họ Noctuidae.